# جو كينيدي (ممثلة)
جو كينيدي (بالإنجليزية: Jo Kennedy)‏ هي كاتبة سيناريو ومغنية ومخرجة وممثلة أسترالية، ولدت في 5 أغسطس 1962 بملبورن في أستراليا.

## وصلات خارجية
- جو كينيدي على موقع IMDb (الإنجليزية)
- جو كينيدي على موقع ألو سيني (الفرنسية)
- جو كينيدي على موقع أول موفي (الإنجليزية)
- جو كينيدي على موقع قاعدة بيانات الأفلام السويدية (السويدية)
- جو كينيدي على موقع ديسكوغز (الإنجليزية)
- جو كينيدي على موقع قاعدة بيانات الفيلم (الإنجليزية)
- جو كينيدي على موقع كينوبويسك (الروسية)